# Mélicourt
Mélicourt – miejscowość i gmina we Francji, w regionie Normandia, w departamencie Eure.
Według danych na rok 1990 gminę zamieszkiwało 80 osób, a gęstość zaludnienia wynosiła 13 osób/km² (wśród 1421 gmin Górnej Normandii Mélicourt plasuje się na 812 miejscu pod względem liczby ludności, natomiast pod względem powierzchni na miejscu 599).